# Age of Silence
Gli Age of Silence sono una band catalogabile all'interno dell'avantgarde metal. 
Della band fanno parte musicisti di provenienza musicale differente, ma con un passato grossomodo comune. Hellhammer (Mayhem, Arcturus) si occupa della batteria, Eikind (Winds) del basso e seconda voce, Andy Winter (Winds) delle tastiere, Extant e Kobbergaard delle chitarre, Lars Nedland della voce (Solefald, Borknagar).

## Orientamento tematico
Dal punto di vista tematico, gli Age of Silence hanno preferito finora occuparsi di temi e situazioni relativi alla vita di tutti i giorni. Scendendo più nel particolare, nel loro debut album Acceleration, approfondiscono la questione del lavoro, l'alienazione dell'uomo sul luogo di lavoro in cui diventa una sorta di formica operaia che deve uniformarsi alle regole dell'azienda per sostenere la giusta operatività, necessaria appunto all'accelerazione nei metodi produttivi (in tutti i campi).
In Complications - Trilogy Of Intricacy viene trattato il tema del consumismo, come malattia cronica del genere umano.
Dal punto di vista lirico, fanno largo utilizzo di citazioni storiche (con nomi di rilievo tra l'altro), giocano sapientemente con i significati delle parole e costruiscono situazioni allegoriche al limite dell'assurdo, sottolineando con sprezzante ironia l'aspetto che stanno approfondendo del loro bagaglio tematico.

## Formazione
- Lars Nedland - voce (Solefald, Borknagar)
- Extant - chitarre
- Kobbergaard - chitarre
- Eikind - basso e seconda voce (Winds)
- Andy Winter - tastiere (Winds)
- Hellhammer - batteria (Mayhem, Arcturus)

## Discografia

### Album in studio
- 2004 - Acceleration

### EP
- 2005 - Complications - Trilogy of Intricacy